# Dee Gordon
Devaris Strange-Gordon, detto Dee (Windermere, 22 aprile 1988), è un giocatore di baseball statunitense, seconda base per i Washington Nationals della Major League Baseball.
Noto professionalmente fino al 2008 con il suo nome completo, tornò nel 2020 a riutilizzare il cognome completo "Strange-Gordon" in memoria di sua madre, DeVona Denise Strange, che morì per ferite da arma da fuoco quando Dee aveva solamente 7 anni.

## Carriera

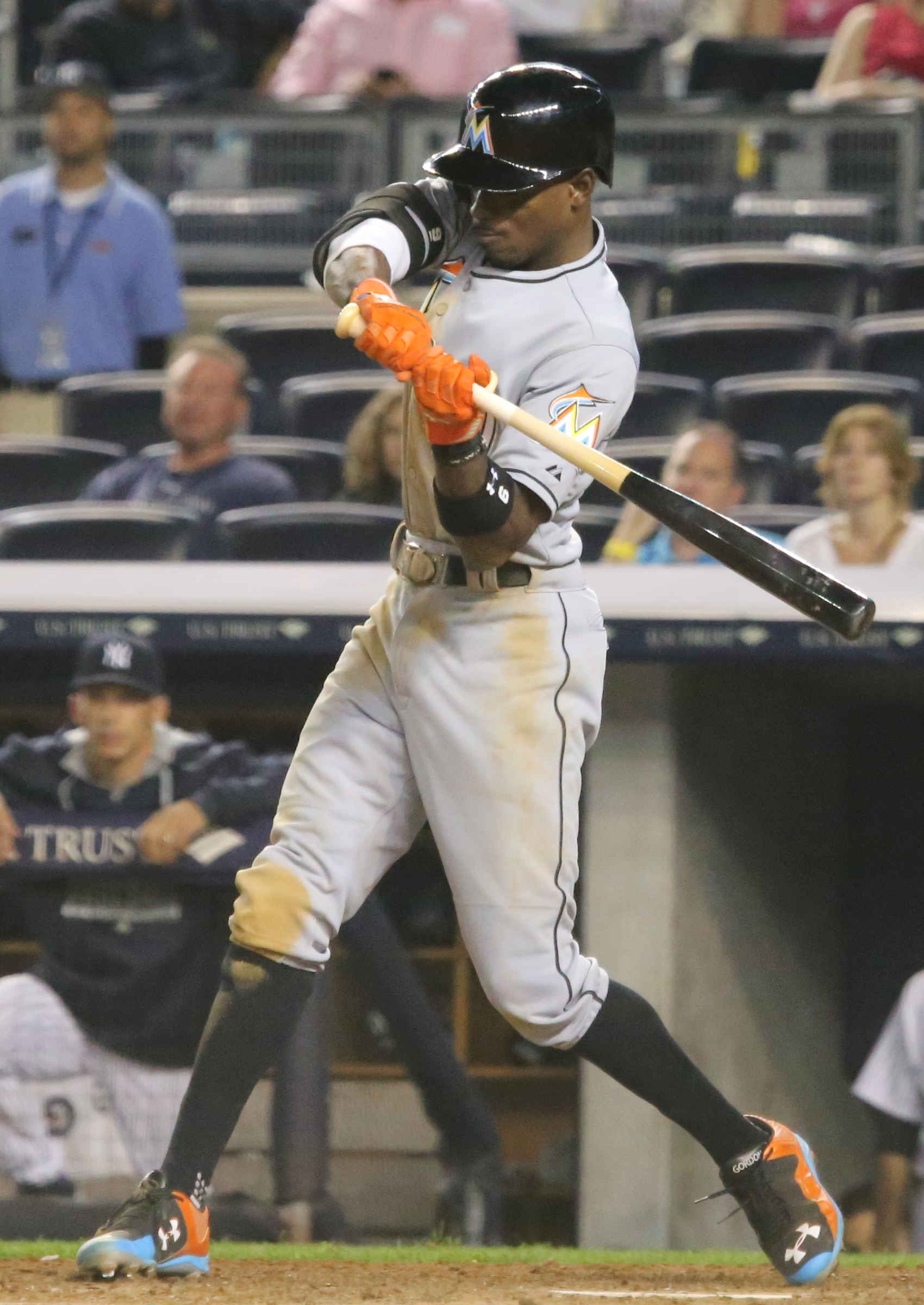
Gordon con i Marlins nel 2015

### Gli inizi e Minor League (MiLB)
Gordon si diplomò alla Avon Park High School di Avon Park, Florida e si iscrisse al Seminole Community College di Sanford. Venne selezionato, nel 4º turno del draft MLB 2008 dai Los Angeles Dodgers e fu assegnato in classe Rookie. Nel 2009 venne assegnato in classe A e nel 2010 venne assegnato in Doppia-A. Iniziò la stagione 2011 in Tripla-A.

### Major League (MLB)
Gordon debuttò nella MLB il 6 giugno 2011, al Citizens Bank Park di Philadelphia contro i Philadelphia Phillies. Il giorno dopo, batté la sua prima valida.
Nel 2014, Gordon venne convocato per la prima volta per l'All-Star Game e concluse la stagione per la prima volta come leader in basi rubate. L'11 dicembre dello stesso anno, i Dodgers scambiarono Gordon, Dan Haren, Miguel Rojas e una somma in denaro con i Miami Marlins per Austin Barnes, Chris Hatcher, Andrew Heaney e Enrique Hernandez.
Nel 2015 venne confermato nuovamente per l'All-Star Game e concluse di nuovo come leader in basi rubate, inoltre venne premiato con il Guanto d'oro, il Silver Slugger Award e nominato miglior battitore della National League.
Il 18 gennaio 2016, Gordon firmò un'estensione del contratto di cinque anni del valore di 50 milioni di dollari. Il 29 aprile la Major League Baseball sospese Gordon per 80 partite per uso di sostanze proibite.
Finì la stagione 2017 per la terza volta in carriera come leader in basi rubate, e il 7 dicembre, i Marlins lo scambiarono con i Seattle Mariners per i giocatori di minor league Robert Dugger, Nick Neidert e Christopher Torres.
Il 28 ottobre 2020, i Mariners declinarono l'opzione per la stagione 2021, rendendo Gordon free agent.
Il 7 febbraio 2021, Gordon firmò un contratto di minor league con i Cincinnati Reds ma venne svincolato il 26 marzo, prima dell'inizio della stagione regolare.
L'8 aprile 2021, Gordon firmò un nuovo contratto di minor league stavolta con i Milwaukee Brewers che lo svincolarono però il 22 maggio, dopo averlo impiegato unicamente nella Tripla-A.
Il 26 maggio 2021, Gordon sottoscrisse un contratto di minor league con i Chicago Cubs. Tuttavia il 6 luglio, Gordon rescisse il suo contratto di minor league tornando così free agent.
Il 7 luglio 2021, firmò un contratto di minor league con i Pittsburgh Pirates. Gordon rescisse il contratto il 1º agosto 2021, senza aver disputato nessuna partita nella MLB.
L'11 dicembre 2021, Gordon firmò un contratto di minor league con i Washington Nationals.

## Palmarès
- MLB All-Star: 2

2014, 2015
- Guanto d'oro: 1

2015
- Silver Slugger Award: 1

2015
- Wilson Defensive Players of the Year: 1

2015
- Miglior battitore della National League: 1

2015
- Leader della NL in basi rubate: 3

2014, 2015, 2017
- Leader della NL in valide: 1

2015
- Giocatore del mese della NL: 1

settembre 2011